# Gare de Magalas
La gare de Magalas est une gare ferroviaire française de la ligne de Béziers à Neussargues, située sur le territoire de la commune de Magalas, dans le département de l'Hérault en région Occitanie.
Construite par la Compagnie du chemin de fer de Graissessac à Béziers, elle est mise en service en septembre 1858 après la mise sous séquestre de la compagnie. La ligne et la gare sont ensuite rachetées par la Compagnie des chemins de fer du Midi et du Canal latéral à la Garonne. 
C'est une halte voyageurs de la Société nationale des chemins de fer français (SNCF), desservie par des trains TER Occitanie.

## Situation ferroviaire
Établie à 116 mètres d'altitude, la gare de Magalas est située au point kilométrique (PK) 450,146 de la ligne de Béziers à Neussargues, entre les gares d'Espondeilhan et de Laurens (fermée). Les gares ouvertes les plus proches sont celles de Béziers et de Bédarieux.

## Histoire
La Compagnie du chemin de fer de Graissessac à Béziers en difficulté financière est mise sous séquestre le 12 mai 1858, néanmoins l'approbation de crédits pour permettre l'achèvement de la construction de la ligne et son exploitation intervient le 15 août 1858. Béziers devient donc gare de bifurcation le 20 septembre 1858, jour de la mise en service du trafic marchandises jusqu'à la première gare de Bédarieux. L'ouverture du trafic voyageurs a lieu le 1er septembre 1859.
La ligne et la gare sont ensuite rachetées par la Compagnie des chemins de fer du Midi et du Canal latéral à la Garonne qui prolonge la ligne jusqu'à Neussargues.
En 2014, c'est une gare voyageurs d'intérêt local (catégorie C : moins de 100 000 voyageurs par an de 2010 à 2011).

## Fréquentation
De 2015 à 2023, selon les estimations de la SNCF, la fréquentation annuelle de la gare s'élève aux nombres indiqués dans le tableau ci-dessous.
| Année           | 2015  | 2016  | 2017  | 2018  | 2019  | 2020  | 2021  | 2022  | 2023   |
| --------------- | ----- | ----- | ----- | ----- | ----- | ----- | ----- | ----- | ------ |
| Voyageurs seuls | 2 018 | 2 268 | 3 561 | 3 982 | 3 518 | 3 285 | 4 710 | 9 554 | 14 407 |

## Service des voyageurs

### Accueil
Halte SNCF, c'est un point d'arrêt non géré (PANG) à entrée libre.

### Desserte
Magalas est desservie par des trains TER Occitanie de la relation Béziers - Saint-Chély-d'Apcher (ou Millau, ou Bédarieux (ligne 10).

### Intermodalité
Un parking est aménagé à ses abords. 
Elle est desservie par des cars TER Languedoc-Roussillon qui renforcent et complètent la desserte ferroviaire.

## Patrimoine ferroviaire
L'ancien bâtiment voyageurs, édifié par la Compagnie du chemin de fer de Graissessac à Béziers, est toujours présent sur le site de la gare bien qu'il ne soit plus utilisé pour le service ferroviaire de la halte.